# Deadline (datorspel)
Deadline är ett textäventyrsspel utformat av Marc Blank och utgivet av Infocom 1982. Man spelar som en detektiv som skall undersöka ett oväntat dödsfall inom de närmsta timmarna.
En morgon påträffas Mr. Marshall Robner död i sitt hem. Till att börja med ser det hela ut som ett självmord orsakat av en överdos av antidepressiva medel, men man blir ombedd att ändå undersöka saken. Klockan 8:00 påföljande morgon står man framför det Robnerska hemmet och man har nu exakt tolv timmar på sig att hitta tillräckliga bevis för att ett mord har begåtts. Varje kommando flyttar fram klockan en minut.
Fru Robner välkomnar en vid ytterdörren och hon ger en fria händer att vandra runt i husets två våningar samt omgivande trädgård. Förutom fru Robner träffar man sonen, en sekreterare, en hushållerska, en arbetskollega till den döde samt en gammal trädgårdsmästare. De rör sig alla oberoende av var man för tillfället befinner sig. Man kan ta med föremål, ta fingeravtryck, undersöka fotspår, be labbet om en analys av något, förhöra folk, anklaga någon för något, och lyssna på telefonsamtal.
När Marc Blank skapade spelet inspirerades han av deckarromaner från 1930-talet skrivna av Dennis Wheatley. Till dessa böcker följde det med ledtrådar till de mordfall som stod i böckerna. Liksom böckerna, medföljer i förpackningen till spelet Deadline en rad fysiska föremål. Detta kom att bli ett kännemärke för Infocom: de spel från Infocom som kom efter Deadline utgavs även dem med fysiska föremål (och de spel som gavs ut innan Deadline återutgavs även dem med föremål). De fysiska föremålen gavs namnet "feelies". I utgåvan av Deadline ingår en polisfolder, en plastpåse med de tre vita piller som hittats vid Marshall Robners kropp, utdrag ur förhörsprotokollen, rättsläkarens undersökningsprotokoll, ett brev från Marshalls advokat, en labbrapport som omfattar analyser av Marshalls tekopp och ett fotografi av brottsplatsen. Påsen med piller ingick inte i senare utgåvor av spelet.

## Mottagande
Joystick ansåg att spelet var bra och att man med glädje skulle komma att återvända till platsen i spelet.